# Familiar Wife
Familiar Wife (Hangul: 아는 와이프; RR: Aneun Waipeu, lit.: Knowing Wife), es una serie de televisión surcoreana transmitida del 1 de agosto de 2018 hasta el 20 de septiembre de 2018, a través de tvN.

## Sinopsis[2]
Una pareja casada se encuentra repentinamente viviendo vidas completamente diferentes después de que su destino cambia mágicamente a través de un incidente inesperado.
Cha Joo-hyuk trabaja en un banco y ha estado casado con Seo Woo-jin por cinco años, quien trabaja como masajista terapéutica, la pareja tiene dos hijos pequeños (un niño y una niña). Debido a que tienen que pagar su apartamento y mantener a sus padres, han comenzado a tener dificultades financieras. Joo-hyuk también cree que su esposa es una mala esposa, incluso le tiene miedo. Mientras tanto, Woo-jin está estresada por cuidar a sus hijos pequeños y trabajar al mismo tiempo, por lo que le cuesta controlar su ira. Ninguno está contento con su situación actual. Poco después cuando se reencuentra con Lee Hee-won, su primer amor durante sus días universitarios, ella le dice que estaba enamorada de él en ese tiempo.
Más tarde, ocurre un incidente extraño cuando Joo-hyuk ayuda a un hombre en el metro y este le da dos monedas, las cuales hacen que él viaje al pasado. Joo-hyuk toma una decisión que impacta su vida y la de quienes lo rodean de maneras inesperadas.
De repente, la vida que tenía con Woo-jin y con su mejor amigo Yoon Jong-hoo han desaparecido. Ahora lleva una vida completamente diferente, donde está casado con Lee Hee-won, con quien inmediatamente no congenia y en donde Jong-hoo está perdidamente enamorado de Woo-jin.
Al darse cuenta del error que cometió y dispuesto a recuperar lo que perdió, Woo-jin busca la moneda que lo lleve de regreso al año 2006.

## Reparto

### Personajes principales[7]
| Actor         | Personaje     | N.º de episodios | Notas |
| ------------- | ------------- | ---------------- | --- |
| Ji Sung       | Cha Joo-hyuk  | 16               | Es un ordinario empleado del banco, así como el esposo de Seo Woo-jin.                                                          |
| Han Ji-min    | Seo Woo-jin   | 16               | Es una masajista y la esposa de Cha Joo-hyuk, una mujer que hace todo lo posible por equilibrar su vida profesional y familiar. |
| Jang Seung-jo | Yoon Jong-hoo | 16               | Es el mejor amigo de Cha Joo-hyuk, cuyas vidas cambian cuando se ven involucrados en un inesperado incidente.                   |
| Kang Han-na   | Lee Hee-won   | 16               | Es el primer amor de Cha Joo-hyuk.                                                                                              |

### Personajes secundarios
| Actor                       | Personaje      | N.º de episodios | Notas                                                                |
| --------------------------- | -------------- | ---------------- | -------------------------------------------------------------------- |
| Park Hee-von                | Cha Joo-eun    | -                | Es la hermana menor de Cha Joo-hyuk.                                 |
| Lee Jung-eun                | -              | -                | Es la madre de Seo Woo-jin.                                          |
| Oh Eui-shik                 | Oh Sang-shik   | -                | Es un antiguo compañero de clases y amigo de Cha Joo-hyuk.           |
| Son Jong-hak                | Cha Bong-hee   | -                | Es el presidente del banco donde trabaja Cha Joo-hyuk.               |
| Park Won-sang               | Byeon Sung-woo | -                | Es el jefe de Cha Joo-hyuk.                                          |
| N                           | Kim Hwan       | -                | Es un colega de Cha Joo-hyuk en el banco y un joven algo narcisista. |
| Kim So-ra                   | Joo Hyang-sook | -                | Es una colega de Cha Joo-hyuk en el banco.                           |
| Lee You-jin                 | Jung Hyun-soo  | -                | Es un colega de Cha Joo-hyuk en el banco.                            |
| Kim Soo-jin                 | Jang Man-ok    | -                | Es una colega de Cha Joo-hyuk en el banco.                           |
| Gong Min-jeung              | Choi Hye-jung  | -                | Es una colega de Cha Joo-hyuk en el banco.                           |
| Kang Hee                    | Jung Min-soo   | -                | Es un estudiante universitario y empleado del banco.                 |
| Choi Hyung-joo Sung Min-jun | Cha Ji-hoon    | -                |                                                                      |
| Im Jae-geun                 | -              | -                | Es un agente del banco KCU.                                          |

### Otros personajes
| Actor           | Personaje  | Episodios donde apareció | Notas                                 |
| --------------- | ---------- | ------------------------ | ------------------------------------- |
| Cha Kwang-soo   | -          | -                        | Es el padre de Cha Joo-hyuk.          |
| Han Chae-kyung  | -          | 6                        |                                       |
| Lee Soo-ah      | Han Ji-min | -                        |                                       |
| Kim Dae-kook    | -          | -                        | Es un empleado de auditoría bancaria. |
| Kim Jae-il      | -          | -                        | Es un pervertido.                     |
| Kim Min-joon    | -          | -                        | Es el amigo de Na-hee.                |
| Hwang In-joon   | -          | -                        | Es un invitado en el autobús.         |
| Hong Suk-bin    | -          | -                        | Es un viajero en el tiempo.           |
| Han Dong-hwan   | -          | -                        |                                       |
| Go Man-kyu      | -          | -                        |                                       |
| Oh Ki-hwan      | -          | -                        | Es un detective.                      |
| Ju Min-chan     | -          | 10                       | Es un repartidor.                     |
| Kang Suk-won    | -          | 10                       | Es un corredor del maratón.           |
| Kim Ha-neul     | -          | -                        |                                       |
| Park Jae-joon   | -          | 16                       | Es un niño del kindergarden.          |
| Kim Kwi-seon    | -          | -                        |                                       |
| Yoon Sung-won   | -          | -                        |                                       |
| Park Seong-kyun | -          | -                        |                                       |

### Apariciones especiales
| Actor         | Personaje             | Episodios donde apareció | Notas                                       |
| ------------- | --------------------- | ------------------------ | ------------------------------------------- |
| Jeon Seok-ho  | -                     | 4                        | Es un cliente grosero.                      |
| Kang Ki-young | Park Yoo-shik         | 13                       | Es un cliente.                              |
| Jo Jung-suk   | Kang Sun-woo / Edward | 15                       | Es un chef y el primer amor de Seo Woo-jin. |

## Episodios
La serie está conformada por 16 episodios, los cuales fueron emitidos todos los miércoles y jueves a las 21:30 (KST).

### Raitings
Los números en color rojo indican las calificaciones más bajas, mientras que los números en azul indican las calificaciones más altas.
| Ep.      | Fecha de emisión         | Participación promedio de audiencia | Participación promedio de audiencia |
| Ep.      | Fecha de emisión         | Nacional                            | Seúl                                |
| -------- | ------------------------ | ----------------------------------- | ----------------------------------- |
| 1        | 1 de agosto de 2018      | 4.680% (1.ª)                        | 4.910% (1.ª)                        |
| 2        | 2 de agosto de 2018      | 5.535% (1.ª)                        | 6.548% (1.ª)                        |
| 3        | 8 de agosto de 2018      | 5.104% (1.ª)                        | 6.160% (1.ª)                        |
| 4        | 9 de agosto de 2018      | 6.209% (1.ª)                        | 7.523% (1.ª)                        |
| 5        | 15 de agosto de 2018     | 6.621% (1.ª)                        | 7.774% (1.ª)                        |
| 6        | 16 de agosto de 2018     | 7.259% (1.ª)                        | 8.594% (1.ª)                        |
| 7        | 22 de agosto de 2018     | 6.506% (1.ª)                        | 7.445% (1.ª)                        |
| 8        | 23 de agosto de 2018     | 6.950% (1.ª)                        | 7.847% (1.ª)                        |
| 9        | 29 de agosto de 2018     | 6.879% (1.ª)                        | 7.892% (1.ª)                        |
| 10       | 30 de agosto de 2018     | 8.210% (1.ª)                        | 9.741% (1.ª)                        |
| 11       | 5 de septiembre de 2018  | 7.096% (1.ª)                        | 8.422% (1.ª)                        |
| 12       | 6 de septiembre de 2018  | 8.106% (1.ª)                        | 9.636% (1.ª)                        |
| 13       | 12 de septiembre de 2018 | 7.449% (1.ª)                        | 9.121% (1.ª)                        |
| 14       | 13 de septiembre de 2018 | 7.875% (1.ª)                        | 9.369% (1.ª)                        |
| 15       | 19 de septiembre de 2018 | 6.709% (1.ª)                        | 7.831% (1.ª)                        |
| 16       | 20 de septiembre de 2018 | 7.870% (1.ª)                        | 8.937% (1.ª)                        |
| Promedio | Promedio                 | 6.816%                              | 7.984%                              |

## Música
El OST de la serie está conformado por las siguientes canciones:

### Parte 1
| No. | Intérpretes | Canción                 | Letra                    | Música                   | Duración |
| --- | ----------- | ----------------------- | ------------------------ | ------------------------ | -------- |
| 1   | SF9         | "Love Me Again"         | Ji Pyeong-kwon y Taibian | Ji Pyeong-kwon y Taibian | 3:16     |
| 2   |             | "Love Me Again" (Inst.) | -                        | Ji Pyeong-kwon y Taibian | 3:16     |

### Parte 2
| No. | Intérprete | Canción               | Letra                         | Música                          | Duración |
| --- | ---------- | --------------------- | ----------------------------- | ------------------------------- | -------- |
| 1   | John Park  | "Let Me Stay"         | Lee Jong-won y Ji Pyeong-kwon | Yeom Seung-jae y Ji Pyeong-kwon | 2:51     |
| 2   |            | "Let Me Stay" (Inst.) | -                             | Yeom Seung-jae y Ji Pyeong-kwon | 2:51     |

### Parte 3
| No. | Intérprete | Canción                        | Letra | Música | Duración |
| --- | ---------- | ------------------------------ | ----- | ------ | -------- |
| 1   | Roy Kim    | "No Longer Mine" (왜 몰랐을까) | Dingo | Dingo  | 3:36     |
| 2   |            | "No Longer Mine" (Inst.)       | -     | Dingo  | 3:36     |

### Parte 4
| No. | Intérpretes | Canción                   | Letra        | Música                                                | Duración |
| --- | ----------- | ------------------------- | ------------ | ----------------------------------------------------- | -------- |
| 1   | N.Flying    | "Let Me Show You"         | Cho Michelle | Damon Sharpe, Rob Persaud, Adam Argyle y Cho Michelle | 3:06     |
| 2   |             | "Let Me Show You" (Inst.) | -            | Damon Sharpe, Rob Persaud, Adam Argyle y Cho Michelle | 3:06     |

### Parte 5
| No. | Intérpretes                  | Canción                         | Letra                | Música         | Duración |
| --- | ---------------------------- | ------------------------------- | -------------------- | -------------- | -------- |
| 1   | Damsonegongbang (담소네공방) | "You In My Dreams" (꿈 속의 너) | Lee Jong-won y Namoo | Ji Pyeong-kwon | 3:01     |
| 2   |                              | "You In My Dreams" (Inst.)      | -                    | Ji Pyeong-kwon | 3:01     |

### Parte 6
| No. | Intérprete | Canción         | Letra         | Música        | Duración |
| --- | ---------- | --------------- | ------------- | ------------- | -------- |
| 1   | U Sung-eun | "Hello"         | Park Woo-sang | Park Woo-sang | 3:20     |
| 2   |            | "Hello" (Inst.) | -             | Park Woo-sang | 3:20     |

## Premios y nominaciones
| Año  | Categoría                | Premios                | Trabajo                    | Resultado |
| ---- | ------------------------ | ---------------------- | -------------------------- | --------- |
| 2018 | Best Original Soundtrack | 11th Korea Drama Award | Roy Kim ("No Longer Mine") | Nominado  |

## Producción
La serie fue creada por Studio Dragon, también es conocida como "Knowing Wife" y/o "The Wife I Know".
La serie fue dirigida por Lee Sang-yeob (이상엽), quien contó con el apoyo de la guionista Yang Hee-sung (양희승). Mientras que la producción ejecutiva estuvo a cargo de Cho Hyung-jin y Kim Sang-heon.
La primera lectura del guion fue realizada el 9 de mayo del 2018, en la sala de conferencias de la oficina principal de Studio Dragon en el edificio DDMC en Sangam-dong, Seúl, Corea del Sur.
Contó con el apoyo de la compañía de producción "Chorokbaem Media".

### Distribución internacional
| País          | Cadena                      | Fecha de estreno (días y horario)                   | Notas |
| ------------- | --------------------------- | --------------------------------------------------- | ----- |
| Filipinas     | Kapamilya Channel (ABS-CBN) | 15 de junio de 2020 (lunes a viernes a las 9:30am)  |       |
| Malasia       | TV3                         | 10 de agosto de 2020 (lunes a jueves a las 10:00pm) |       |
| Latinoamérica | Pasiones                    | 26 de abril de 2021                                 |       |
| Perú          | Willax Televisión           | 13 de noviembre de 2022 (domingo a las 2:00pm)      |       |
| Ecuador       | Teleamazonas                | 19 de junio de 2023 (lunes a viernes a las 10:30pm) |       |